# Vamdrup
Vamdrup é um município da Dinamarca, localizado na região sudeste, no condado de Vejle.
O município tem uma área de 101,55 km² e uma  população de 7 456 habitantes, segundo o censo de 2005.